# Asymbolus submaculatus
Asymbolus submaculatus es una especie de peces de la familia Scyliorhinidae en el orden de los Carcharhiniformes.

## Morfología
• Los machos pueden llegar alcanzar los 41,4 cm de longitud total.

## Reproducción
Es ovíparo.

## Hábitat
Es un pez de mar y de clima templado que vive entre 30-200 m de profundidad.

## Distribución geográfica
Se encuentra en Australia: Nueva Gales del Sur y Australia Occidental.